# Проф. Димитър Димов (награда)
Вижте пояснителната страница за други значения на Димитър Димов.
Националната литературна награда „Проф. Димитър Димов“ е учредена от Община Ловеч със съдействието на Съюза на българските писатели - София, в чест на 105-годишнината от рождението на големия писател и драматург. Тя е създадена през 2014 г.
Наградата се присъжда веднъж на три години за цялостно творчество.
Първите носители на наградата са проф. Банко Банков и Павлина Павлова.
Идзражението на наградата са грамота и статуетка, изработена от скулптора Спас Дочев.

## Наградени автори и творби
| № | Година | Жури                               | Номинации | Лауреати           |
| - | ------ | ---------------------------------- | --- | ------------------ |
| 1 | 2015   | Жури с председател Найден Ангелов. | - Росица Копукова (кандидатурата ѝ е издигната от издателство „Хрикер“ – София) - Константин Илиев (в. „Култура“) - Богдан Кръстев (фондация „Помощ за борба с престъпността „Св. арх. Михаил“ – София) - проф. Банко Банков (Съюз на българските писатели) - Пелин Пелинов (издателство на БАН „Проф. Марин Дринов“) - Панчо Панчев (издателство „Захарий Стоянов“). | - Банко Банков     |
| 2 | 2018   |                                    | | - Павлина Павлова  |
| 3 | 2021   |                                    | | - Николай Табаков  |
| 4 | 2024   |                                    | | - Златимир Коларов |